# Bèsties fantàstiques i on trobar-les
|  | Aquest article tracta sobre el llibre de JK Rowling. Si cerqueu l'adaptació cinematogràfica de 2016, vegeu «Bèsties fantàstiques i on trobar-les (pel·lícula)». |

Bèsties fantàstiques i on trobar-les és el títol d'un llibre escrit per J. K. Rowling, com a complement a la saga de Harry Potter, igual que El Quidditch de totes les èpoques. Va ser publicat en català durant el 2001 per l'editorial Empúries. Aquest llibre inclou un pròleg escrit pel director de l'escola de bruixeria Hogwarts, n'Albus Dumbledore.
El llibre té poc argument però molta informació, cosa normal en un llibre el qual Harry Potter i els seus amics utilitzarien per estudiar a Hogwarts. Parla de diferents bèsties i animals que fàcilment podrien ser estudiats en la classe impartida per Rubeus Hagrid, Cura de Criatures Màgiques.
A més aquest llibre permet a tot lector saber més sobre el món de Harry Potter. Hi ha informació sobre bèsties tan conegudes com els homes llop, els trolls o els basiliscs que ja han aparegut als llibres del món de Harry Potter i fins i tot altres bèsties com Streelers, Shrake.
El 12 de setembre de 2013, la Warner Bros. i Rowling van anunciar que farien una pel·lícula inspirada en el llibre, que seria la primera d'una sèrie de cinc. La mateixa Rowling en farà els guions. Va planificar la pel·lícula després que Warner Bros. li suggerís la idea. El personatge principal és Newt Scamander i està ambientada a Nova York, 70 anys abans de l'inici de les històries de Harry Potter. La pel·lícula es va estrenar a tot el món el 18 de novembre de 2016.

## Curiositats
- Comic Relief li va demanar amb poques esperances a J. K. Rowling que escrivís un conte curt de Harry Potter per destinar-ne els beneficis a l'associació. Com que a ella se li donen malament els contes curts va pensar que millor seria escriure no un llibre, sinó dos.
- El llibre té anotacions escrites per Harry, Ron i l'Hermione, com si fos escrit a mà pel trio d'amics.
- Ha estat esmentat en diverses ocasions en els llibres de Harry Potter.
- A J.K. Rowling sempre li ha agradat dibuixar. Per aquesta raó, ella volia que a La Pedra Filosofal apareguessin les seves il·lustracions, però l'editorial s'hi va oposar. En aquesta ocasió va dibuixar ella mateixa totes les il·lustracions interiors.